# Cymbacha cerea
Cymbacha cerea är en spindelart som beskrevs av Ludwig Carl Christian Koch 1876. Cymbacha cerea ingår i släktet Cymbacha och familjen krabbspindlar.
Artens utbredningsområde är Queensland. Inga underarter finns listade i Catalogue of Life.